# Сатыбалды (озеро)
Сатыбалды, Сатыбылды или Сатыпалды (каз. Сатыпалды) — озеро в Жамбылском районе Северо-Казахстанской области Казахстана. Находится в 7 км к юго-западу от села Благовещенка.
По данным топографической съёмки 1940-х годов, площадь поверхности озера составляет 1,01 км². Наибольшая длина озера — 1,5 км, наибольшая ширина — 0,9 км. Длина береговой линии составляет 4 км, развитие береговой линии — 1,11. Озеро расположено на высоте 150,6 м над уровнем моря.